# Wilhelm Lujza
Wilhelm Lujza (Szombathely, 1911. január 2. – Givatayim, Izrael, 1978.) magyar származású izraeli festőművész.

## Élete
Wilhelm Sándor textilkereskedő és Binéth Berta gyermekeként született ortodox zsidó családban. Apja 1939 augusztusában elhunyt, míg édesanyját Auschwitzban gyilkolták meg. Gyermekkorában kezdett el rajzolással és festéssel foglalkozni, s részt vett több rajzversenyen szülővárosában. Később a szombathelyi festő, Jaska István tanította. Idősebb korában Budapestre költözött és Örkényi Strasser István, majd Perlrott-Csaba Vilmos magániskolájába járt. A második világháború után elhagyta Magyarországot és Párizsban töltött két évet, Marc Chagall meghívására. 1950-ben Izraelben telepedett le. Főként olaj, gouache és akvarell technikával festett képeket. Elsősorban Tel-Avivban állított ki, de bemutatták műveit Európa több országában és Dél-Amerikában is.

## Magánélete
Férje Hoffman Yoshi (József) volt.

## Kiállításai
- Jewish Center of Art, Párizs (1950)
- WIZO club, Tel-Aviv (1950)
- Tel Aviv Museum (1951)
- Biennale, Saõ Paolo (1952)
- Tel Aviv Museum (1954)
- Cemerinsky and Brand Galleries, Tel Aviv (1956–1958)
- Gallery A, Hága, Hollandia (1956)
- Beit Yad Lebanim, Pardess Channa (1957)
- Izraeli művészek gyűjteményes kiállítása Izrael állam megalakulásának 10. évfordulóján, Tel-Aviv, Haifa, Jeruzsálem (1958)
- The Fredric R. Mann Auditorium, Tel-Aviv (1960)
- ZOA House, Tel Aviv (1960)
- Le Foyer Culturel de L'ambassade de France, Tel-Aviv (1961)
- Beit Rishonim, Givatayim (1961–1967)
- El-Al Building, Tel-Aviv (1963)
- Ben-Ury Gallery, London (1965)
- Beit Hachayal, Tel-Aviv (1968)
- Beit Sholem-Aleichem, Tel-Aviv (1973)
- Rosenfeld Gallery, Tel-Aviv (1983)
- Magyar származású izraeli művészek kiállítása (1984)
- The Municipal Museum Nahariya Town Hall (1986)

## Díjai, elismerései
- Nordau-díj (1968)